# Sabit Abdulai
Sabit Abdulai (Techiman, 11 de mayo de 1999) es un futbolista ghanés que juega en el F. C. Alverca de la Primeira Liga.

## Trayectoria
Nacido en Techiman, se marchó a España para firmar por el Deportivo Alavés en 2017, sin embargo unos problemas de papeleo impidieron su incorporación al club. Estuvo a prueba en el Rio Ave F. C. y U. B. Conquense, pero acabó firmando por el Extremadura U. D. en julio de 2018 procedente del Spartans FC para jugar en su filial. Al término de la temporada renovó con el club con un contrato por cinco años.[cita requerida]
Logró debutar con el primer equipo extremeño el 5 de julio de 2020 al entrar como suplente de Emmanuel Lomotey en una derrota por 0-1 frente al C. D. Numancia en Segunda División. Su primer gol llegó el siguiente 21 de julio en una derrota liguera por 5-1 frente a la U. D. Las Palmas, anotando el único gol de su equipo en los minutos finales del encuentro.
El 19 de agosto de 2020 salió cedido al Getafe C. F. Debutó con el primer equipo en la Primera División el siguiente 3 de abril al entrar como suplente en los minutos finales de un empate por 0-0 frente al C. A. Osasuna. Se quedó en propiedad en el Getafe C. F. firmando un contrato por tres años, pero en julio del mismo año sufrió una grave lesión que lo apartaría ocho meses del terreno de juego.
Para la temporada 2022-23, ya recuperado de la lesión, ascendió al primer equipo getafense, aunque tras la pretemporada fue cedido a la S. D. Ponferradina. La campaña siguiente acumuló dos nuevas cesiones en el C. D. Lugo y el Real Murcia C. F.
El 20 de agosto de 2024 firmó contrato con el Botafogo F. C. de Brasil. Marcó su primer gol el 10 de septiembre, el único en la victoria por 1-0 contra el Goiás E. C. por la Série B brasileña. Permaneció casi un año en el club y el 2 de agosto de 2025 fichó por el F. C. Alverca portugués.

## Clubes
Actualizado al último partido disputado el 20 de julio de 2025.
| Club                  | País     | Año       | Partidos | Goles |
| --------------------- | -------- | --------- | -------- | ----- |
| Extremadura U. D. "B" | España   | 2018-2020 | 42       | 4     |
| Extremadura U. D.     | España   | 2020      | 4        | 1     |
| Getafe C. F. "B"      | España   | 2020-2022 | 20       | 0     |
| Getafe C. F.          | España   | 2020-2022 | 4        | 0     |
| S. D. Ponferradina    | España   | 2022-2023 | 20       | 0     |
| C. D. Lugo            | España   | 2023-2024 | 17       | 0     |
| Real Murcia C. F.     | España   | 2024      | 15       | 0     |
| Botafogo F. C.        | Brasil   | 2024-2025 | 41       | 2     |
| F. C. Alverca         | Portugal | 2025-act. |          |       |